# Arquidiócesis de Pouso Alegre

Regional CNBB Leste 2.

Mapa de la Arquidiócesis de Pouso Alegre.

La arquidiócesis de Pouso Alegre (en latín: Archidioecesis Pousalegrensis y en portugués: Arquidiocese de Pouso Alegre) es una circunscripción eclesiástica de la Iglesia católica en Brasil. Se trata de una arquidiócesis latina, sede metropolitana de la provincia eclesiástica de Pouso Alegre. Desde el 28 de mayo de 2014 su arzobispo es José Luiz Majella Delgado, de la Congregación del Santísimo Redentor.

## Territorio y organización
La arquidiócesis tiene 12 620 km² y extiende su jurisdicción sobre los fieles católicos de rito latino residentes en 48 municipios del estado de Minas Gerais: Pouso Alegre, Albertina, Andradas, Bom Repouso, Borda da Mata, Brasópolis, Bueno Brandão, Cachoeira de Minas, Caldas, Camanducaia, Cambuí, Carvalhópolis, Conceição dos Ouros, Congonhal, Consolação, Córrego do Bom Jesus, Delfim Moreira, Espírito Santo do Dourado, Estiva, Extrema, Gonçalves, Ibitiúra de Minas, Inconfidentes, Ipuiúna, Itajubá, Itapeva, Jacutinga, Maria da Fé, Marmelópolis, Monte Sião, Munhoz, Ouro Fino, Paraisópolis, Piranguçu, Piranguinho, Poço Fundo, Santa Rita de Caldas, Santa Rita do Sapucaí, São João da Mata, São Sebastião da Bela Vista, Sapucaí-Mirim, Senador Amaral, Senador José Bento, Silvianópolis, Tocos do Moji, Toledo, Turvolândia y Wencelau Braz.
La sede de la arquidiócesis se encuentra en la ciudad de Pouso Alegre, en donde se halla la Catedral del Buen Jesús. En Borda da Mata se encuentra la basílica menor de Nuestra Señora del Carmen.
En 2021 en la arquidiócesis existían 69 parroquias agrupadas en 9 sectores.
La arquidiócesis tiene como sufragáneas a las diócesis de: Campanha y Guaxupé.

## Historia
La diócesis de Pouso Alegre fue erigida el 4 de agosto de 1900 con el decreto Regio latissime patens de la Congregación Consistorial, obteniendo el territorio de las diócesis de Mariana y San Pablo (hoy ambas arquidiócesis).
Originalmente sufragánea de la arquidiócesis de San Sebastián de Río de Janeiro, el 1 de mayo de 1906 pasó a formar parte de la provincia eclesiástica de la arquidiócesis de Mariana.
El 8 de septiembre de 1907 cedió una parte de su territorio para la erección de la diócesis de Campanha mediante el decreto Spirituali Fidelium de la Congregación Consistorial.
El 3 de febrero de 1916 cedió otra parte de su territorio para la erección de la diócesis de Guaxupé mediante la bula Universalis ecclesiae procuratio del papa Benedicto XV.
El 14 de abril de 1962 la diócesis fue elevada al rango de arquidiócesis metropolitana con la bula Qui tamquam Petrus del papa Juan XXIII.

## Estadísticas
Según el Anuario Pontificio 2022 la arquidiócesis tenía a fines de 2021 un total de 619 000 fieles bautizados.
| Año                                                                             | Población            | Población | Población      | Sacerdotes | Sacerdotes    | Sacerdotes    | Bautizados por sacerdote | Diáconos permanentes | Religiosos | Religiosos | Parroquias |
| Año                                                                             | Bautizados católicos | Total     | % de católicos | Total      | Clero secular | Clero regular | Bautizados por sacerdote | Diáconos permanentes | Varones    | Mujeres    | Parroquias |
| ------------------------------------------------------------------------------- | -------------------- | --------- | -------------- | ---------- | ------------- | ------------- | ------------------------ | -------------------- | ---------- | ---------- | ---------- |
| 1950                                                                            | 529 445              | 534 445   | 99.1           | 54         | 37            | 17            | 9804                     |                      | 22         | 175        | 34         |
| 1965                                                                            | 402 000              | 412 726   | 97.4           | 94         | 48            | 46            | 4276                     |                      | 55         | 306        | 40         |
| 1968                                                                            | 439 200              | 462 200   | 95.0           | 88         | 45            | 43            | 4990                     |                      | 60         | 329        | 31         |
| 1976                                                                            | 450 000              | 480 000   | 93.8           | 72         | 40            | 32            | 6250                     |                      | 39         | 243        | 40         |
| 1980                                                                            | 494 000              | 546 000   | 90.5           | 71         | 39            | 32            | 6957                     |                      | 45         | 269        | 43         |
| 1990                                                                            | 520 000              | 565 000   | 92.0           | 78         | 56            | 22            | 6666                     |                      | 23         | 208        | 46         |
| 1999                                                                            | 583 318              | 708 341   | 82.3           | 90         | 67            | 23            | 6481                     |                      | 47         | 214        | 51         |
| 2000                                                                            | 583 318              | 645 000   | 90.4           | 104        | 75            | 29            | 5608                     |                      | 36         | 213        | 51         |
| 2001                                                                            | 583 318              | 653 378   | 89.3           | 96         | 71            | 25            | 6076                     |                      | 32         | 186        | 51         |
| 2002                                                                            | 588 040              | 653 378   | 90.0           | 99         | 82            | 17            | 5939                     |                      | 41         | 694        | 51         |
| 2003                                                                            | 644 841              | 715 179   | 90.2           | 88         | 68            | 20            | 7327                     |                      | 46         | 192        | 51         |
| 2004                                                                            | 660 580              | 730 918   | 90.4           | 91         | 71            | 20            | 7259                     |                      | 45         | 191        | 53         |
| 2013                                                                            | 739 000              | 817 000   | 90.5           | 131        | 111           | 20            | 5641                     | 1                    | 60         | 140        | 59         |
| 2016                                                                            | 581 200              | 746 000   | 77.9           | 125        | 109           | 16            | 4649                     | 4                    | 70         | 102        | 63         |
| 2019                                                                            | 594 630              | 771 560   | 77.1           | 139        | 116           | 23            | 4277                     | 4                    | 79         | 193        | 68         |
| 2021                                                                            | 619 000              | 818 600   | 75.6           | 142        | 123           | 19            | 4359                     | 4                    | 55         | 176        | 69         |
| Fuente: Catholic-Hierarchy, que a su vez toma los datos del Anuario Pontificio. |                      |           |                |            |               |               |                          |                      |            |            |            |

## Episcopologio
- João Batista Corrêa Nery † (18 de mayo de 1901-3 de agosto de 1908 nombrado obispo de Campinas)
- Antônio Augusto de Assis † (29 de abril de 1909-7 de febrero de 1916 nombrado obispo de Guaxupé)
- Octávio Chagas de Miranda † (14 de febrero de 1916-29 de octubre de 1959 falleció)
- José d'Angelo Neto † (12 de marzo de 1960-31 de mayo de 1990 falleció)
- Giovanni Bergese † (5 de mayo de 1991-21 de marzo de 1996 falleció)
- Ricardo Pedro Chaves Pinto Filho, O.Praem. † (16 de octubre de 1996-28 de mayo de 2014 retirado)
- José Luiz Majella Delgado, C.SS.R., desde el 28 de mayo de 2014